# Municipio Bochil
Koordinaten: 16° 59′ N, 92° 55′ W
Bochil ist ein Municipio im Norden des mexikanischen Bundesstaates Chiapas. Das Municipio hat etwa 31.000 Einwohner und ist 380,03 km² groß. Verwaltungssitz und größter Ort ist das gleichnamige Bochil.
Der Name Bochil leitet sich vom Tzotzil-Begriff boch ab, der die Frucht eines Kalebassenbaums bezeichnet.

## Geographie
Das Municipio Bochil liegt im mittleren Norden des mexikanischen Bundesstaats Chiapas auf Höhen zwischen 300 m und 2300 m. Es zählt zur Gänze zur physiographischen Provinz der Sierra Madre de Chiapas und liegt gänzlich in der hydrologischen Region Grijalva-Usumacinta. Die Geologie des Municipios wird zu 59 % von Kalkstein bestimmt bei 41 % Sandstein-Lutit; vorherrschende Bodentypen sind Leptosol (43 %), Regosol (26 %) und Luvisol (22 %). Etwa 86 % der Gemeindefläche sind bewaldet, ca. 10 % dienen dem Ackerbau.
Das Municipio Bochil grenzt an die Municipios Coapilla, Pantepec, Jitotol, El Bosque, Larráinzar, Ixtapa, Soyaló und Chicoasén.

## Bevölkerung
Beim Zensus 2010 wurden im Municipio 30.642 Menschen in 6.352 Wohneinheiten gezählt. Davon wurden 14.193 Personen als Sprecher einer indigenen Sprache registriert, davon 13.153 Sprecher des Tzotzil. Gut 20 Prozent der Bevölkerung waren Analphabeten. 9.410 Einwohner wurden als Erwerbspersonen registriert, wovon knapp 82 % Männer bzw. 4,4 % arbeitslos waren. Gut 51 % der Bevölkerung lebten in extremer Armut.

## Orte
Das Municipio Bochil umfasst 73 bewohnte localidades, von denen nur der Hauptort vom INEGI als urban klassifiziert ist. Vier der Orte wiesen beim Zensus 2010 eine Einwohnerzahl von über 1000 auf, 29 Orte hatten weniger als 100 Einwohner. Die größten Orte sind:
| Ort                  | Einwohner |
| Bochil               | 12.404    |
| Ajiló                | 01.271    |
| El Copal             | 01.133    |
| Luis Espinoza        | 01.107    |
| Yerbabuena Isbontick | 00.933    |
| Tierra Colorada      | 00.789    |